# Tell Halaf
Koordinaten: 36° 49′ 36,1″ N, 40° 2′ 21,6″ O
Tell Halaf (arabisch تل حلف, DMG Tall Ḥalaf) ist ein Siedlungshügel im Nordosten Syriens. An diesem Ort befand sich in prähistorischer Zeit eine Siedlung der nach diesem ersten Fundort benannten Halaf-Kultur und seit dem 2. Jahrtausend v. Chr. die Stadt Gozan (auch Gosan und Guzana, akkadisch: Guzāna, griechisch bei Ptolemaios: Γαυζανις). Bedeutende Funde stammen aus der assyrischen Zeit bis zur Mitte des 1. Jahrtausends v. Chr.

## Lage
Tell Halaf liegt im syrischen Teil des Dschazira-Gebietes, drei Kilometer westlich von Raʾs al-ʿAin und wenige hundert Meter von der türkischen Grenze entfernt. Am Fuß des Hügels fließt der Chabur vorbei, der in der Türkei entspringt, seine Hauptwassermenge aber aus Karstquellen in der Nähe bezieht. Das Gebiet zählt zur historischen Region Obermesopotamien.

## Geschichte

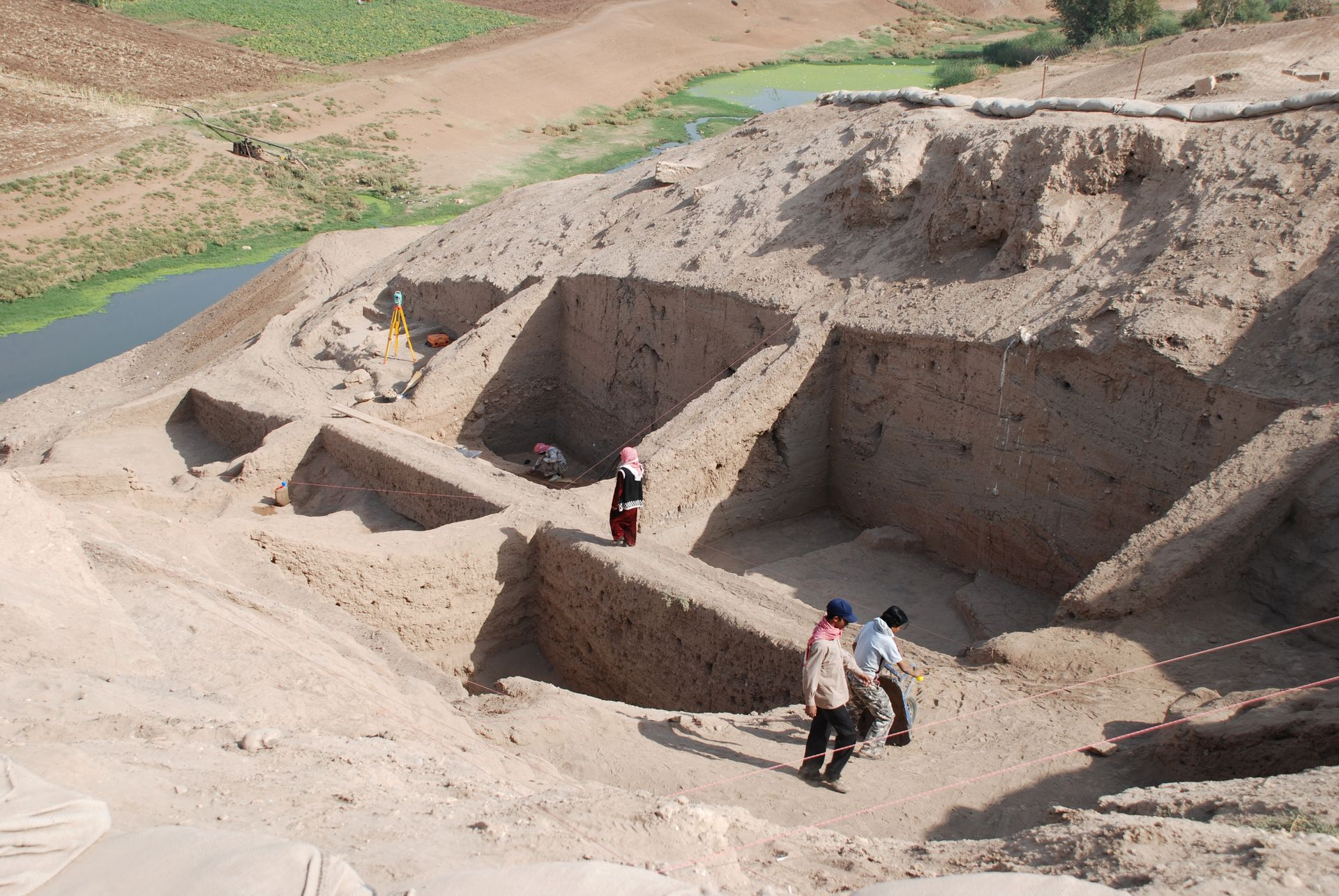
Die Grabung am Nordhang untersucht die prähistorische Zeit

Im Spätneolithikum und im Frühchalkolithikum war der Ort bereits besiedelt und gab als eponymer Fundort einer dörflich geprägten Kulturstufe, der Halaf-Zeit (um 6000 bis 5300 v. Chr.), ihren Namen. Ihr über weite Bereiche des Vorderen Orients verbreiteter Keramikstil ist durch mehrfarbige geometrische und figürliche Bemalungen gekennzeichnet. Als bevorzugte Muster tauchen Doppelaxt, Malteserkreuz, Bukranion, liegende Stiere und Vögel auf. Die nachfolgende archäologische Schicht wird als Obed-Kultur bezeichnet. Nach dem Ende der Halaf-Zeit scheint der Ort für einen längeren Zeitraum verlassen gewesen zu sein. Die 2009 andauernden Untersuchungen des Tell Fecheriye am südlichen Stadtrand von Raʾs al-ʿAin erbrachten dort einen Besiedelungsnachweis für die Zeit, als Tell Halaf unbewohnt war. Die Frage, weshalb es offensichtlich im mehrfachen Wechsel zwischen diesen beiden Fundorten eine Besiedelung gegeben hat, ist noch ungeklärt.
Die Stadt Gozan lag in einem Gebiet, das in der Mitte des 2. Jahrtausends v. Chr. das Zentrum des hurritschen Staates Mitanni bildete. Vermutungen zufolge war Gozan hurritisch dominiert, bevor es die Hauptstadt des aramäischen Staates Bit-Bahiani wurde. Der aufgrund von Inschriften am besten belegte aramäische Herrscher war Kapara (der Sohn des Hadiani). Da Synchronismen fehlen, lässt sich nur vermuten, dass seine Herrschaft über Bit-Bahiani etwa für das 10. oder 9. Jahrhundert v. Chr. anzusetzen ist. Er ließ sich auf der Zitadelle einen mit zahlreichen Bildwerken geschmückten Monumentalbau (Bit Hilani) errichten. Seine dort gefundenen Inschriften belegen auch den Ortsnamen Guzana.
Der Assyrerkönig Adad-Nirari II. (911–891) besiegte den Aramäerkönig Abisalāmu (Absalom) und empfing von Gozan Tribut. Wie eine Inschrift vom Tell Fecheriye belegt, wurde die Gegend um Gozan schon im 9. Jahrhundert (wenigstens zeitweilig) als assyrische Provinz betrachtet, wenngleich sie auch zunächst noch durch eine einheimische Dynastie verwaltet wurde. 808 und 759–758 kam es zu aramäischen Aufständen, die von den Assyrern unter Adad-Nirari III. (809–783) und Assur-Dan III. (772–755) niedergeschlagen wurden. Möglicherweise sind es diese Vorgänge, auf die in Jesaja 37,12 Bezug genommen wird.

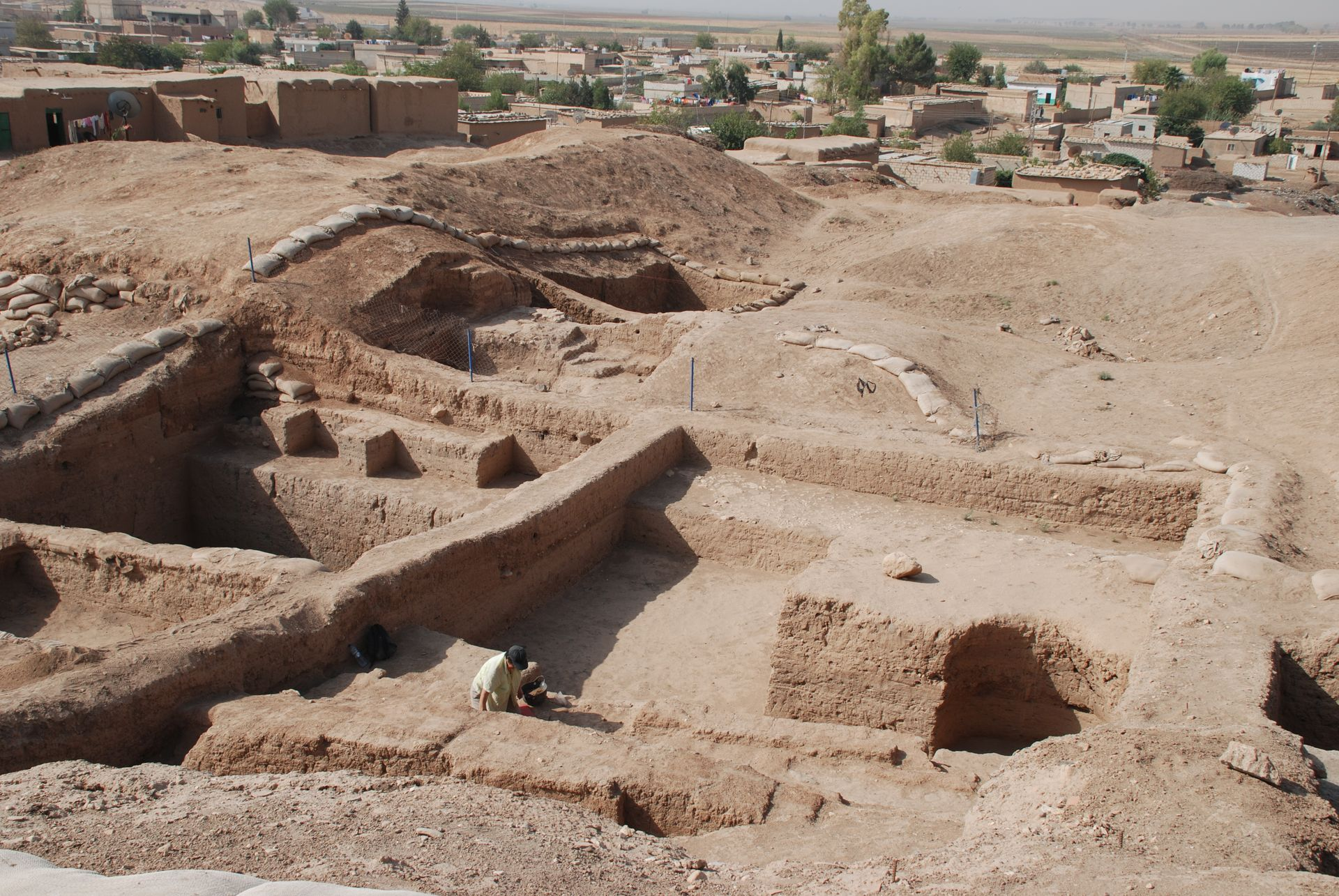
Bereich der Zitadelle von Nordosten. Der Hügel links zeigt das Bodenniveau des Westpalastes (Bit Hilani), dessen Reste in einer zwei Meter hohen Schicht abgetragen wurden. Neue Berliner Grabung seit 2006

Die Stadt wurde am Ende des 9. Jahrhunderts Sitz der assyrischen Statthalter der Provinz Guzana – ein Zeichen dafür, dass etwa in diesem Zeitraum die feste Inkorporation Bit Bachianis in das Assyrische Reich betrieben wurde. Diese Statthalter unterstanden nun ihrerseits den Gouverneuren von Nasibina. Im Osten der alten Zitadelle schufen sie sich ihren Palast (Nordostpalast), während in der Unterstadt ein neuer Tempel errichtet wurde. Das kultische und religiöse Zentrum der assyrischen Provinz jedoch lag (wie schon zuvor das des aramäischen Fürstentums) im etwa drei Kilometer entfernten Sikani. Eine Reihe assyrischer Texte belegt die hohen Abgaben, die die Provinz in Form von Gerste, Roggen, menschlicher Arbeitskraft und Vieh zu entrichten hatte. Im 2. Buch der Könige 17,6; 18,11 wird erwähnt, dass Israeliten aus dem Nordreich nach der Zerstörung Samarias 721 v. Chr. außer nach Halach und Medien von den Assyrern auch in die Region Gozan deportiert wurden. Laut 1. Buch der Chronik 5,26 soll schon Tiglat-Pilesar III. (744–727) Israeliten in diese Region verschleppt haben – möglicherweise handelt es sich hierbei aber in der historischen Rückschau um eine Verwechselung zwischen den Deportationen Tiglat-Pilesars und denen Sargons II. (722–705). In Texten vom Tell Halaf und einem Brief aus Gozan an Asarhaddon aus dem 7. Jahrhundert finden sich jedenfalls hebräische Namen wie Hoschea, Halbishu aus Samaria, Palti-Jahu, Neri-Jahu und Azari-Jahu.
Nach dem Zusammenbruch des Assyrerreiches wurde die Stadt 612 eine babylonische Kolonie. In der Folge verlor sie weiter an Bedeutung, war aber bis in die islamische Zeit hinein besiedelt.

## Stadtbild

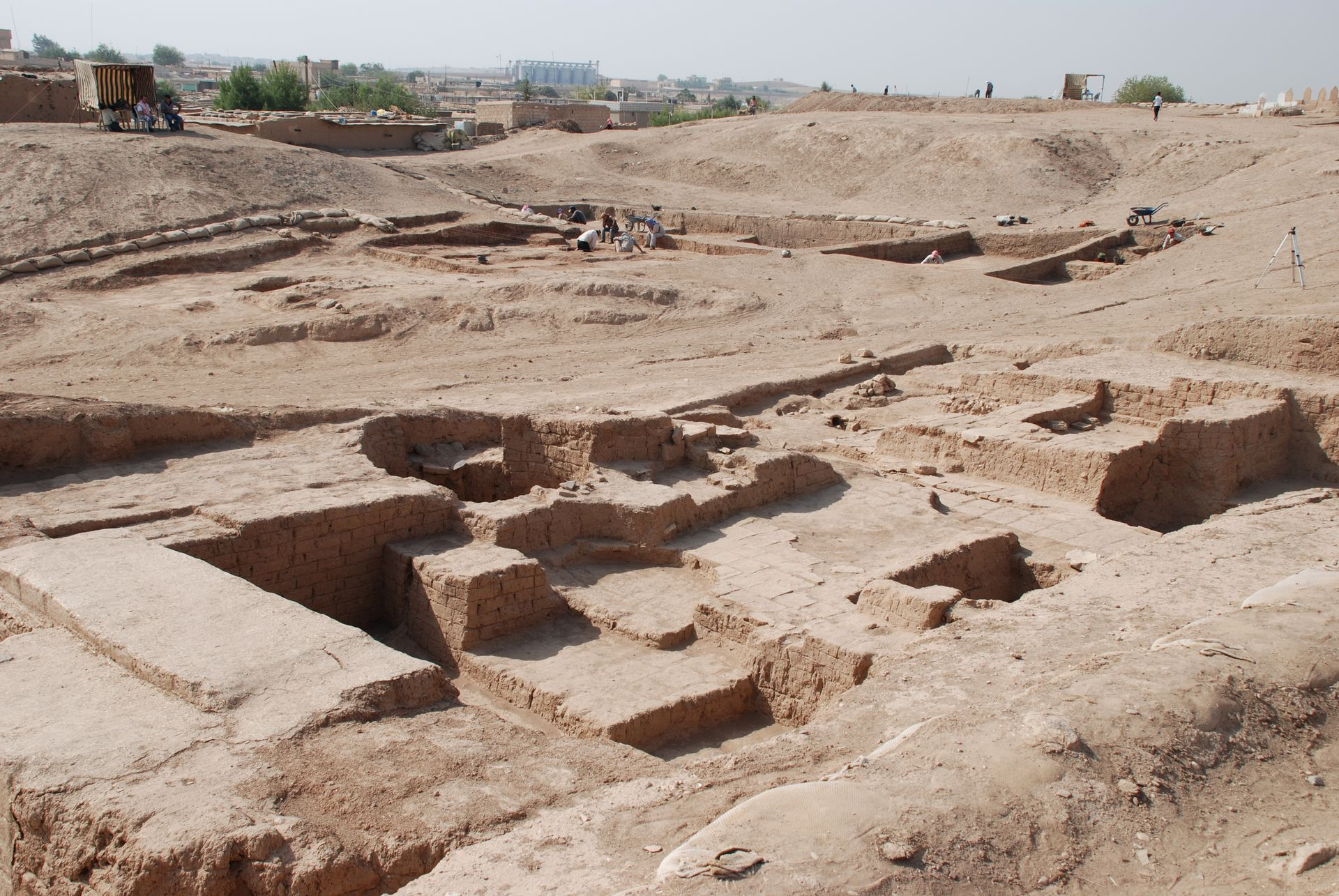
Vorne ein Teil des Nordost-Palastes von Nordosten. Dahinter legen Tübinger Archäologen ein größeres Wohngebiet mit herrschaftlichen Gebäuden frei

Von den kleinen, einfachen Lehmziegelhäusern der Halaf-Zeit gibt es keine erkennbaren architektonischen Reste.
Kapara ließ eine Zitadelle im südlichen Bereich des Hügels erweitern und darin Wohngebäude und einen zeremoniellen Palast (Westpalast) in der Form eines Bit Hilani errichten, mit Figurensäulen am Eingangsportal. Die Architektur der Fassade ähnelte einem Antentempel. Zu beiden Seiten des Wettergottes Teššub, der auf seinem Stier stand, bildeten seine Gemahlin, die Göttin Ḫebat, und beider Sohn Šarrumma, jeweils auf einem Löwen stehend, die Karyatiden, die den Architrav trugen. Mächtige, aber grob geformte Tierfiguren ragten mit vollplastisch gestalteten Köpfen aus den seitlichen Wänden des Portals. Eine breite Freitreppe führte zum Palast, der auf einer hohen Terrasse stand. Die Sockelzone des Palastes war mit Orthostaten, Flachreliefplatten aus Basalt, die auch dem Eingangsbereich vorgestellt waren, dekoriert. Der Zugang erfolgte durch das südliche Festungstor und das anschließende Skorpiontor. Der bei der Freilegung gute Erhaltungszustand der Steinfiguren könnte mit einer Brandkatastrophe während des niedergeschlagenen Aufstandes gegen die Assyrer 759 v. Chr. zusammenhängen, als das einstürzende Dach alles unter einer dicken Lehmschicht begrub.
In einem nördlich gelegenen Kultraum aus der Zeit Kaparas grub Oppenheim ein Doppelsitzbildnis, eine Männerfigur (Wettergott), eine Lehmziegelbank und einen quadratischen Altar aus. Der Raum diente vermutlich dem Ahnenkult.
Die umgebende Zitadellenmauer hatte Bastionen und umschloss eine Oberstadt von 5,1 Hektar. Sie führte vom Westpalast in einem Winkel bis zum assyrischen Nordost-Palast mit einem großen, annähernd quadratischen Innenhof vom Ende des 9. Jahrhunderts v. Chr. Der Palast hatte Wohnräume mit Bädern und einen separaten Verwaltungstrakt. Ein großer Audienzraum fehlte, zum Empfang von Gästen dürfte wohl der Westpalast gedient haben. Dazwischen befanden sich in einem großen Bereich weitere herrschaftliche Gebäude. Die südliche Unterstadt war von einer 50 Hektar eingrenzenden, äußeren Mauer umgeben.

## Forschungsgeschichte
Max von Oppenheim untersuchte im November 1899 den Hügel drei Tage lang, ohne seine Funde auswerten oder bergen zu können. Er konnte erst im August 1911 mit einem Grabungsteam und umfangreicher Ausrüstung, zu der eine Feldbahn mit 22 Kippwagen und das Material zum Bau eines Expeditionshauses gehörte, zurückkehren. Zum Team gehörten fünf Architekten, ein Fotograf, zwei Sekretäre, ein Arzt und 200 einheimische Arbeiter. Bis 1913 und, nach einer Unterbrechung durch den Ersten Weltkrieg, von 1927 bis 1929 wurden im Bereich der Zitadelle Teile des Palastes, in der Nähe Teile der Stadtmauer und einige Grabkammern freigelegt. Der Westpalast aus dem 10. Jahrhundert v. Chr. besaß als einzigartiges Baudekor überlebensgroße Figurensäulen aus Basalt. Nach der Fundteilung gelangte der eine Teil dieser Figuren an das Nationalmuseum in Aleppo, der andere wurde durch Oppenheim nach Berlin geschafft, wo sie in einem eigenen Museumsbau untergebracht und im Zweiten Weltkrieg schwer beschädigt wurden. Eine Kopie dieser Säulen bildet den Eingang des Nationalmuseum Aleppos.
In einer Gruft vor dem Westpalast wurden reiche Beigaben (Goldapplikationen von Kleidungsstücken) gefunden. Drei weitere Gräber im Stadtbereich erbrachten menschliche Figuren, die vermutlich dem Ahnenkult dienten. Des Weiteren wurden die Reste einer rund 6000 Jahre alten Siedlung der Halaf-Kultur freigelegt.

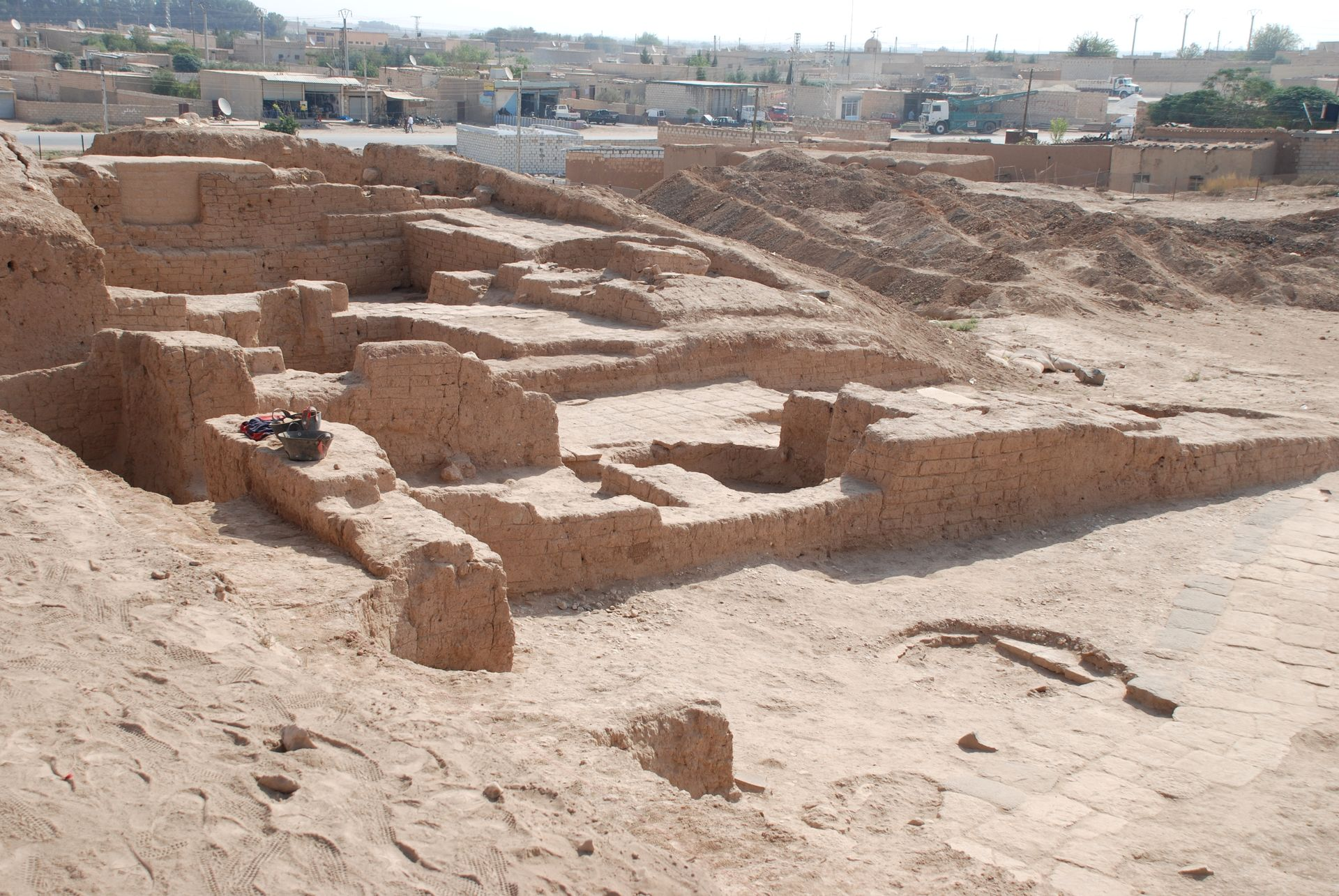
Teil des Nordost-Palastes von Westen. Das kreisrunde Loch in der Bildmitte ist eine Störung der assyrischen Anlage aus späterer (griechischer) Zeit, als hier vermutlich Werkstätten eingerichtet waren. Im Loch rechts vorne wurde das assyrische Bodenniveau freigelegt, der höher liegende Steinplattenbeleg stammt aus der späteren Nutzungsperiode

Nach 80-jähriger Unterbrechung wurden die Grabungen seit dem Sommer 2006 durch ein syrisch-deutsches Team unter der Leitung von Lutz Martin (Vorderasiatisches Museum Berlin), Mirko Novák (Universität Bern), Jörg Becker (Universität Halle) und Abd el-Masih Baghdo (Generaldirektion der Antiken und Museen Damaskus) fortgesetzt. Ziel des vorerst auf fünf Jahre ausgelegten Projektes ist die weitere Freilegung der Bauten auf der Zitadelle, besonders im Bereich der Südost-Bastion und die Freilegung des Nordost-Palastes. Eine dritte Arbeitsgruppe erforscht an einer Grabungsstelle an der Nordseite des Hügels die Siedlungsgeschichte der prähistorischen Epochen des 6. und 5. Jahrtausends.
Die Lage der Stadtmauer ist durch Pläne von Oppenheim bekannt; sie reichte im Süden weit in die Ebene. Eine Erkundung dieses Gebietes ist nicht mehr möglich, da die syrische Regierung in den 1980er Jahren nichts gegen eine dörfliche Neubebauung unternommen hat, die nun direkt bis an den Hügel heranreicht. Auf dem Hügel selbst werden die Grabungen durch einen islamischen Friedhof eingeschränkt, der nicht umgesetzt werden darf und gelegentlich sogar noch neu belegt wird.
Zu den Inschriftenfunden vom Tell Halaf, die über die Besiedelungsgeschichte Auskunft geben, gehört eine kurze und heute verlorene altaramäische Inschrift mit umstrittener Lesung auf einem "Kalksteinaltar", bei der es sich vermutlich eher um den Sockel einer Statue handelt, die sich jedoch mit dem Anfang der Bilingue vom Tell-Fakhariye deckt (zdmt. b'm .zy. k[.]ḥy, „Dieses Abbild, des B‘M, der/von ...“).
Ein Zufallsfund von 1989 war der Torso einer sitzenden Statue aus schwarzem Basalt, die einen möglicherweise zur lokalen Fürstenfamilie gehörenden Schreiber namens Kammaki darstellt und in die Mitte des 8. Jahrhunderts v. Chr. datiert wird. Auf der Vorderseite des Rockes ist ein dreizeiliger Keilschrifttext erhalten, der den Namen des Dargestellten und eine Anrufung an den sumerisch-assyrischen Schutz- und Unterweltgott Enmesarra enthält.

## Sammlungsgeschichte

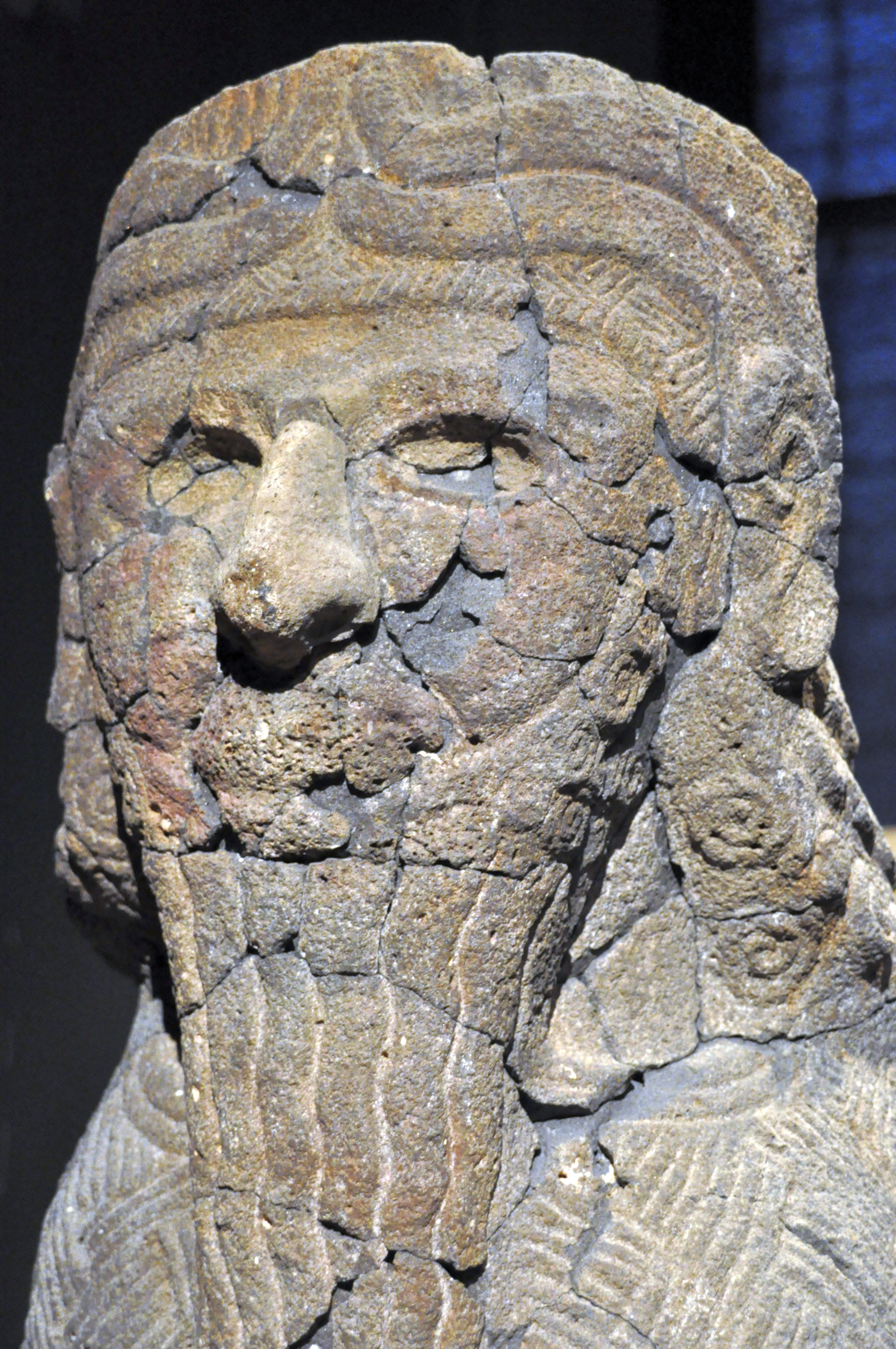
Die wiederhergestellte Skulptur eines Skorpionvogelmannes

Max von Oppenheim gründete eine Stiftung für seine Ausgrabungen und Forschungen, die Max Freiherr von Oppenheim-Stiftung. Den syrischen Anteil der Funde stellte Oppenheim in einem kleinen Museum in Aleppo zusammen. Eine Statue eines Gottes oder Herrschers ist heute im Archäologischen Museum im türkischen Adana zu sehen. Die nach Deutschland verbrachten Funde aus Tell Halaf plante Oppenheim dem Vorderasiatischen Museum gegen eine Aufwandsentschädigung zu übereignen. Nachdem in den Verhandlungen jedoch keine Einigung erzielt werden konnte, bekam Oppenheim von der Technischen Universität Berlin in der Franklinstr. 6 in Berlin-Charlottenburg eine ehemalige Fabrikhalle zur Verfügung gestellt, in der er die Funde vom Tell Halaf ausstellen konnte. In der dort am 15. Juli 1930 eröffneten Dauerausstellung inszenierte Oppenheim u. a. auch eine Rekonstruktion der Fassade des Palastes des Kapara.
Das Museum wurde in der Nacht vom 23. auf den 24. November 1943 von einer Brandbombe der British Royal Air Force getroffen und brannte bis auf die Grundmauern nieder. Die Exponate aus Kalkstein und Gips verbrannten restlos. Die Kunstwerke aus Basalt barsten, nachdem sie zunächst der Hitze der Phosphorbomben, dann dem Löschwasser und anschließend der Winterkälte ausgesetzt waren, in rund 27.000 Bruchstücke. Oppenheim sorgte dafür, dass die Reste geborgen und in das Kellergewölbe des Pergamonmuseums gebracht wurden. Die Reste der in Tausenden von Bruchstücken geborstene Sammlung befinden sich heute in den Staatlichen Museen Preußischer Kulturbesitz in Berlin. Die Trümmer galten als nicht restaurierbar und gerieten in Vergessenheit.
Von 2002 bis 2009 wurden die Bestände der Max von Oppenheim Sammlung der Staatlichen Museen von einem Forscherteam um Nadja Cholidis und Lutz Martin neu gesichtet und katalogisiert. Dabei wurden die teilweise monumentalen Bildwerke in akribischer Feinarbeit wieder zusammengesetzt. Die Rekonstruktionen wurden 2010 in einer umfangreichen Publikation vorgestellt. 2011 fand im Nordflügel des Pergamonmuseums in Berlin eine Sonderausstellung zu diesen Skulpturen statt, zu dem ein  Katalog erschien. 2014 zeigte die Bundeskunsthalle die Skulpturen in Verbindung mit einer Ausstellung zu von Oppenheim. Sie wurde von Ulrike Dubiel kuratiert und durch einige größere Exponate, die in Berlin nicht gezeigt werden konnten, sowie durch Leihgaben aus dem Musée du Louvre und dem British Museum ergänzt.

## Literatur

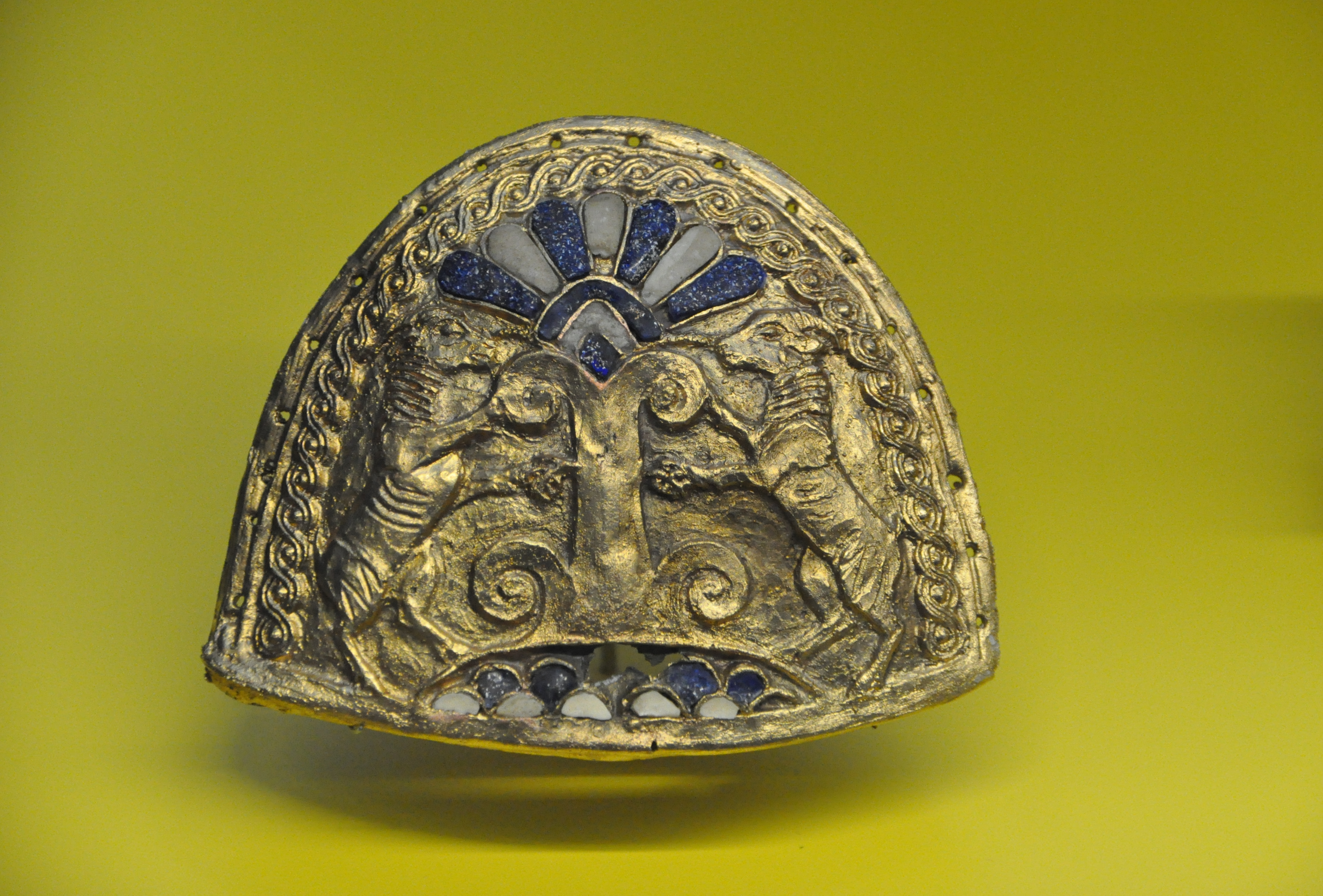
Zierbesatz für Kleidung

## Filme
- „Gerettete Götter“ auferstanden. Nachrichtensendung, Deutschland, 2011, 2:34 Min., Regie: Griet von Petersdorff, Produktion: RBB, tagesschau.de, Erstausstrahlung: 27. Januar 2011.
- In geheimer Mission. Der Fund von Tell Halaf. Dokumentarfilm und Doku-Drama, Deutschland, 2011, 44 Min., Buch und Regie: Saskia Weisheit, Kay Siering, Produktion: ZDF, Erstsendung: 9. Januar 2011.